# Ymir (Colombie-Britannique)
Ymir est un village de la Colombie-Britannique situé dans la région des Kootenays, entre Nelson et Salmo. 
D'abord connu sous le nom de « Quartz Creek », Ymir a été une ville minière. 
Son nom lui fut donné par la compagnie de chemin fer. Ymir est un géant de la mythologie nordique.